# Fast Forward〜from MONKEY MAJIK BEST〜
「Fast Forward〜from MONKEY MAJIK BEST〜」（ファスト・フォワード フロム・モンキー・マジック・ベスト）は、MONKEY MAJIKのレンタル専用シングル。

## 解説
- Fast Forwardは、「ぬらりひょんの孫オープニングテーマEP」より先にシングル・カットされた。

## 収録曲
1. Fast Forward (4:19)
ベスト・アルバム「MONKEY MAJIK BEST 〜10 Years & Forever〜」収録曲。アニメ「ぬらりひょんの孫」オープニング・テーマ。
2. 空はまるで (3:50)
4thアルバム収録曲。
3. アイシテル (4:28)
11thシングル。

全作詞:Maynard・Blaise・tax、全作曲:Maynard・Blaise